# Opera mista

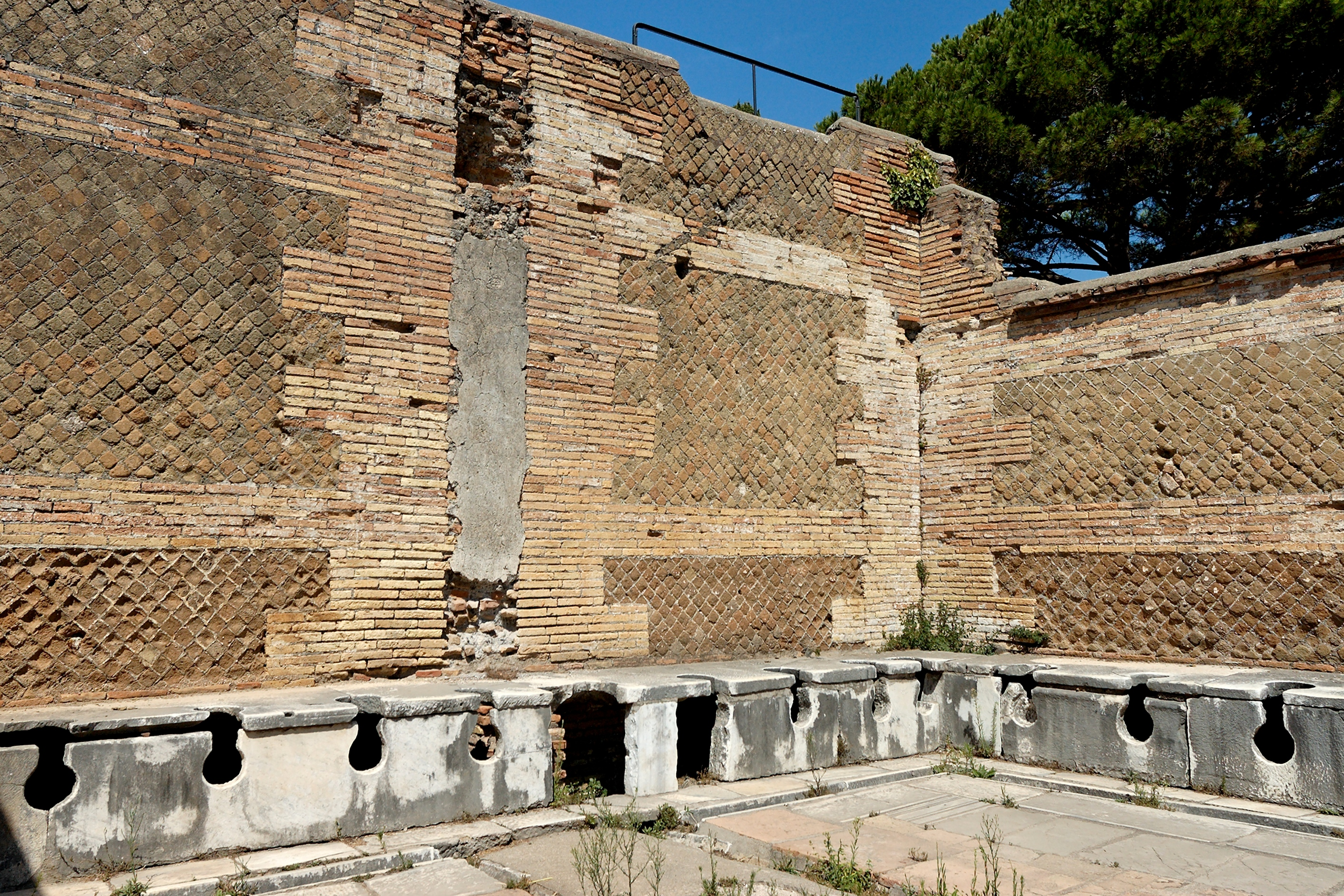
Opera mista a Ostia antica

L'opera mista (opus mixtum o opus compositum) è una tecnica edilizia romana tramite cui si realizza il paramento di un muro per il quale si univano due tipi di opus, quelli più usati sono quelli in opera cementizia che consiste nella mescolanza di opera reticolata con ammorsature agli stipiti e agli angoli in opera laterizia. La tecnica è impiegata a Roma e dintorni in particolare in epoca traianea e adrianea.